# Salogo (departamento)
Salogo é um departamento ou comuna da província de Ganzourgou no Burkina Faso. A sua capital é a cidade de Salogo.
Em 1 de julho de 2018 tinha uma população estimada em 29524 habitantes.